# Lord Chamberlain’s Men

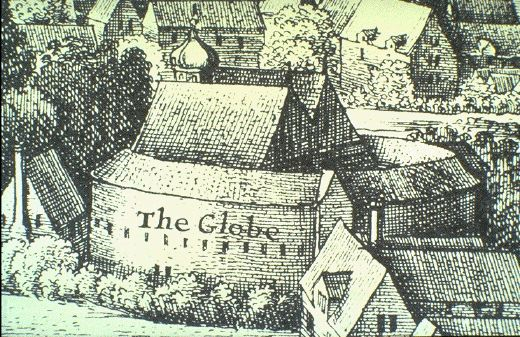
Zeichnung des alten Globe Theatre aus dem Jahre 1642

Die Theatertruppe Lord Chamberlain’s Men war die erfolgreichste Londoner Theaterkompanie zur Zeit Königin Elisabeths I.

## Geschichte
Ihr gehörte vor allem William Shakespeare als Schauspieler, Stückeschreiber und geschäftlicher Teilhaber an. Sie nannte sich nach dem Lord Chamberlain of the Household, dem königlichen Zensor und Zeremonienmeister. Zur Zeit Shakespeares war das vor allem George Carey, 2. Baron Hunsdon und davor bis zu dessen Tod sein Vater Henry Carey, 1. Baron Hunsdon, der die Truppe seit den 1560ern als Patron unterstützte. Mit seiner Ernennung zum Lord Chamberlain im Juli 1585 benannten sie sich um in die Lord Chamberlain’s Men. 1594 schlossen sie sich unter diesem Namen mit den Lord Strange’s Men zusammen, die unter dem Patronat des um 1594 verstorbenen Ferdinando Stanley, Lord Strange gestanden hatten. Im Jahr 1603, nach der Thronbesteigung von König Jakob I. (James I) benannten sie sich um in The King’s Men und genossen die königliche Förderung und Schirmherrschaft. Die Truppe bestand bis zur Schließung aller Theater zu Beginn des englischen Bürgerkriegs 1642.
Ihr Theater war das Globe am südlichen Ufer der Themse, später auch das Blackfriars Theater, das im Gegensatz zum Globe überdacht war, sich im Zentrum Londons befand und für höhere gesellschaftliche Klassen spielte.
Leiter der Theatertruppe war Richard Burbage, zu seiner Zeit ein Star unter den Schauspielern, der unter anderem Hamlet, König Lear, Othello und Macbeth spielte. Shakespeare trat, soweit man heute zu wissen glaubt, nur in kleineren Rollen auf, wie zum Beispiel als Geist in Hamlet. Der Clown war William Kempe, nach 1599 ersetzt durch Robert Armin. Teilhaber waren Burbage und Kempe sowie ab 1595 Shakespeare und ab 1596 die Schauspieler John Heminges und Henry Condell. Heminges war auch der langjährige Geschäftsführer der Truppe, der zusammen mit Condell 1623 die erste Gesamtausgabe von Shakespeares Werken (Shakespeares Folio) nach dem im Besitz der Truppe befindlichen Manuskripten herausgab.